# 吴寿祺
吴寿祺（1913年—？），安徽泾县茂林人。中华人民共和国教育家。
抗日战争期间，在广益中学茂林分校执教，兼总务主任。中华人民共和国成立后，出任安徽大学教授，安徽大学历史系主任，并担任安徽省地方志编纂委员会委员。